# Castelverde
Castelverde är en ort och kommun i provinsen Cremona i regionen Lombardiet i Italien. Kommunen hade 5 685 invånare (2018).